# Christine Mummhardt
Christine Mummhardt (n. 27 decembrie 1951, Dresda, RDG) este o sportivă ce a reprezentat Germania, medaliată olimpică. A participat la 2 ediții ale Jocurilor Olimpice (1976, 1980) în care a câștigat o medalie de argint.